# Cubanoscia primitiva
Cubanoscia primitiva är en kräftdjursart som beskrevs av Albert Vandel 1981. Cubanoscia primitiva ingår i släktet Cubanoscia och familjen Bathytropidae. Inga underarter finns listade i Catalogue of Life.